# Vignoux-sous-les-Aix
Vignoux-sous-les-Aix è un comune francese di 730 abitanti situato nel dipartimento del Cher, nella regione del Centro-Valle della Loira.

## Società

### Evoluzione demografica
Abitanti censiti